# 음력 4월 11일
음력 4월 11일은 음력 4월의 11번째 날이다.

## 문화
- 1962년 - 중소기업중앙회 설립.

## 탄생
- 1959년 - 대한민국의 가수 김흥국.
- 1969년 - 대한민국의 축구인 신태용.
- 1989년 - 대한민국의 가수 써니(소녀시대).
- 1990년 - 대한민국의 가수 송지은.
- 1991년 - 대한민국의 배우 김윤혜.

## 같이 보기
- 음력 360일: 1월 2월 3월 4월 5월 6월 7월 8월 9월 10월 11월 12월
- 전날:4월 10일 다음날:4월 12일 - 전달:3월 11일 다음달:5월 11일
- 양력:4월 11일
- 음력, 윤달